# 都農インターチェンジ
都農インターチェンジ（つのインターチェンジ）は、宮崎県児湯郡都農町にある東九州自動車道のインターチェンジである。都農市街から西側、川南町との境界に近い場所に位置する。

## 歴史
- 1989年（平成元年）2月27日：東九州自動車道 都農IC - 高鍋IC間、日向IC - 都農IC間の基本計画決定[1]。
- 1997年（平成9年）
  - 3月8日：都農IC - 高鍋IC間、日向IC - 都農IC間の整備計画決定[1]。
  - 12月25日：都農IC - 高鍋IC間、日向IC - 都農IC間の施行命令[1]。
- 1998年（平成10年）
  - 3月25日：日向IC - 都農IC間のくい打ち式[1]。
  - 6月11日：都農IC - 高鍋IC間のくい打ち式[1]。
- 2007年（平成19年）4月26日：都農IC - 高鍋IC間の一部区間について国土交通大臣より土地収用法に基づく事業認定が公示される[2]。
- 2009年（平成21年）3月：日向IC - 都農IC間工事開始[3]。
- 2011年（平成23年）
  - 1月24日：日向IC - 都農IC間の一部区間について国土交通大臣より土地収用法に基づく事業認定が公示される[4][5]。
  - 7月31日：都農IC - 高鍋IC間の切原川橋で渡り初め式を開催[6]。
- 2012年（平成24年）
  - 5月30日：都農IC - 高鍋IC間の舗装用アスファルトを製造するプラントの火入れ式[7]。
  - 8月31日：都農IC - 高鍋IC間の最後の橋となる名貫川橋で渡り初め式を開催[8]。
  - 11月：日向IC - 都農IC間の「用地幅杭設置率」、「用地取得率」、「工事着手率」がすべて100%となる[9]。
  - 11月12日：日向IC - 都農IC間の「平岩第1トンネル」(901m)が貫通[3]。
  - 12月9日：都農IC - 高鍋IC間の開通イベントとして「ウォーキング大会」と「サイクリング大会」が開催され約1000人が参加[10]。
  - 12月12日：都農IC - 高鍋IC間で宮崎県の高速道路では初となる大型車による安全性確認を目的とした開通前試走会を実施[11]。
  - 12月22日：都農IC - 高鍋IC間開通に伴い供用開始[12][13]。
- 2013年（平成25年）
  - 4月：日向IC - 都農IC間の工事進捗率、事業費ベースで68％[3]。
  - 5月13日：日向IC - 都農IC間の舗装用アスファルトを製造するプラントの火入れ式[14][15]。
  - 5月27日：日向IC - 都農IC間の開通記念事業実行委員会が発足[16]。
  - 9月：日向IC - 都農IC間の「寺迫ちょうちょ大橋」竣工[17]。同橋は2010年に着工され世界初の工法「バタフライウェブ」が採用されている[17][18]。
- 2014年（平成26年）
  - 1月20日：日向IC - 都農IC間が開通することにより、東九州自動車道の宮崎市-延岡市間約100キロが開通することを受けて、都農IC-日向IC間が開通する3月16日までの日数を示すカウントダウンボードが宮崎県庁本館正面玄関に設置される[19][20]。
  - 3月2日：日向IC - 都農IC間の高速道路を使った「ハイウェイウォーク」開催[21][22][23]。日向市、都農町の住民約5000人が参加した[22][23]。
  - 3月16日：日向IC - 都農IC間開通[24][25]。
- 2018年（平成30年）
  - 10月:日向IC - 都農IC間に架かる「寺迫ちょうちょ大橋」が国際コンクリート連合（fib）が世界的に優れたコンクリート構造物に授与するfib賞の最優秀賞を受賞した[26][27]。アジアの高速道路では初となる[26][27]。
- 2023年（令和5年）4月3日：都農ICがETC専用料金所となる[28]。

## 周辺
- 名貫川
- 道の駅つの
- 都農神社
- 都農町役場
- 宮崎県立都農高等学校
- 宮崎県畜産試験場川南支場
- 尾鈴山
- 矢研の滝（日本の滝百選）

## 接続する道路

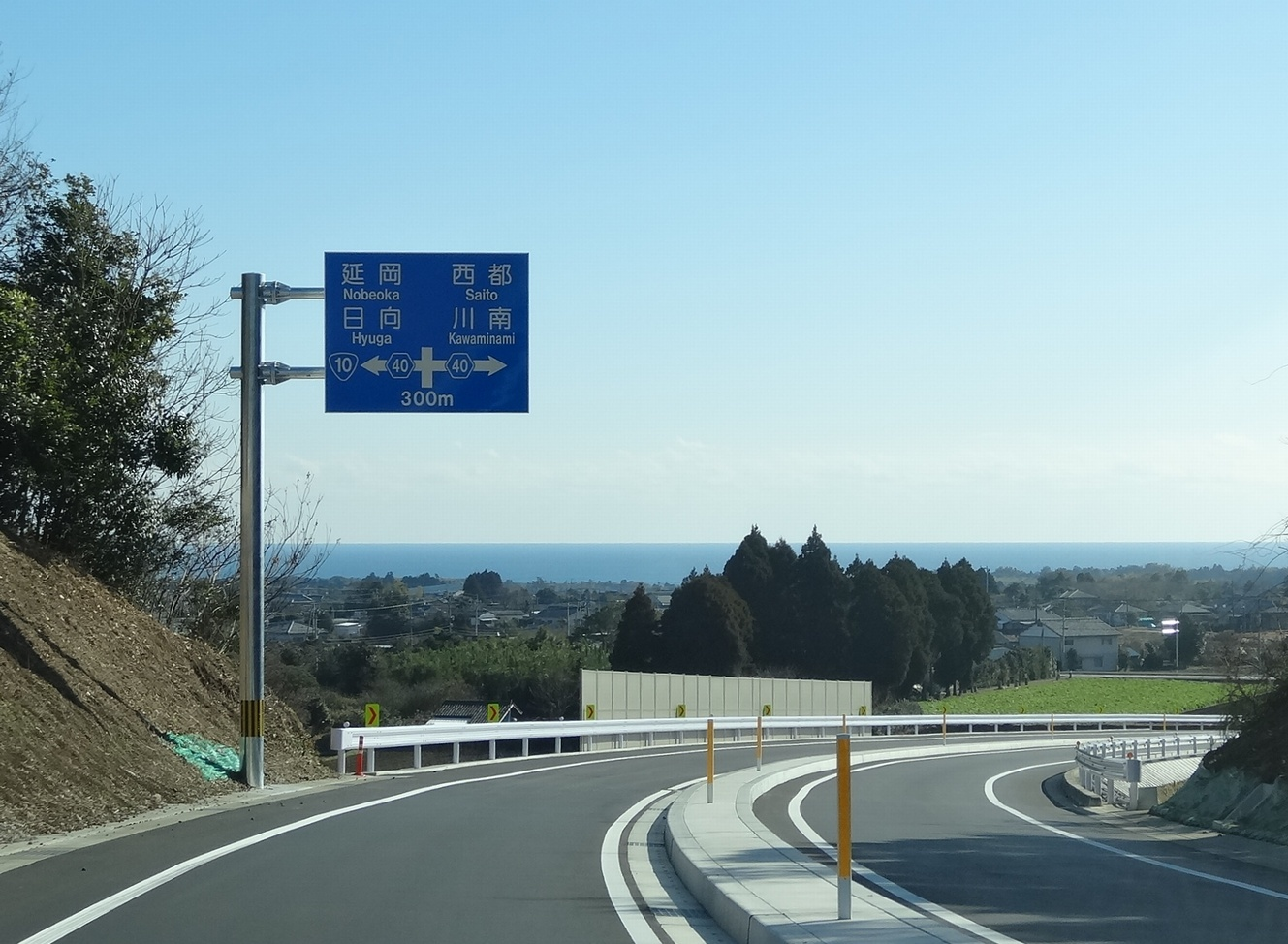
宮崎県が整備する取り付け道路（県道都農インター線）。料金所から県道都農綾線方面を撮影

- 直接接続
  - 宮崎県道303号都農インター線

都農ICと一体化した構造であり、料金所と宮崎県道40号都農綾線を結ぶ路線として宮崎県が整備している。2000年4月13日に県道として路線認定された[29]。総延長は870mで2009年4月1日現在は全線未開通で供用区間がなかった[30]が、2012年12月22日の都農IC-高鍋IC間開通に伴い供用が開始された。

- 間接接続
  - 宮崎県道40号都農綾線
  - 国道10号

## 料金所
- ブース数：4

### 入口
- ブース数：2
  - ETC専用：1
  - サポート：1

### 出口
- ブース数：2
  - ETC専用：1
  - サポート：1

## ギャラリー

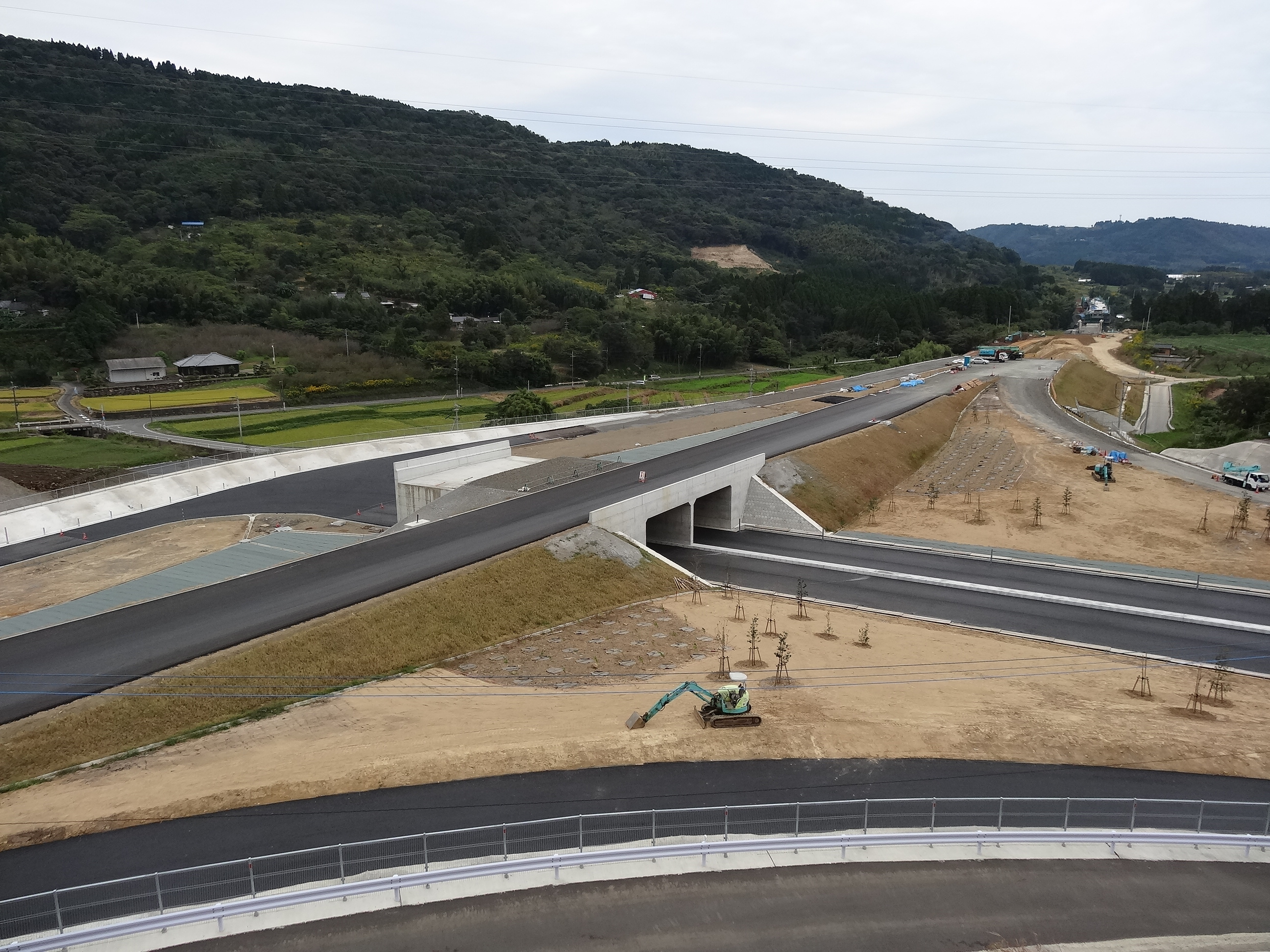
開通2か月前（2012年10月）の概観
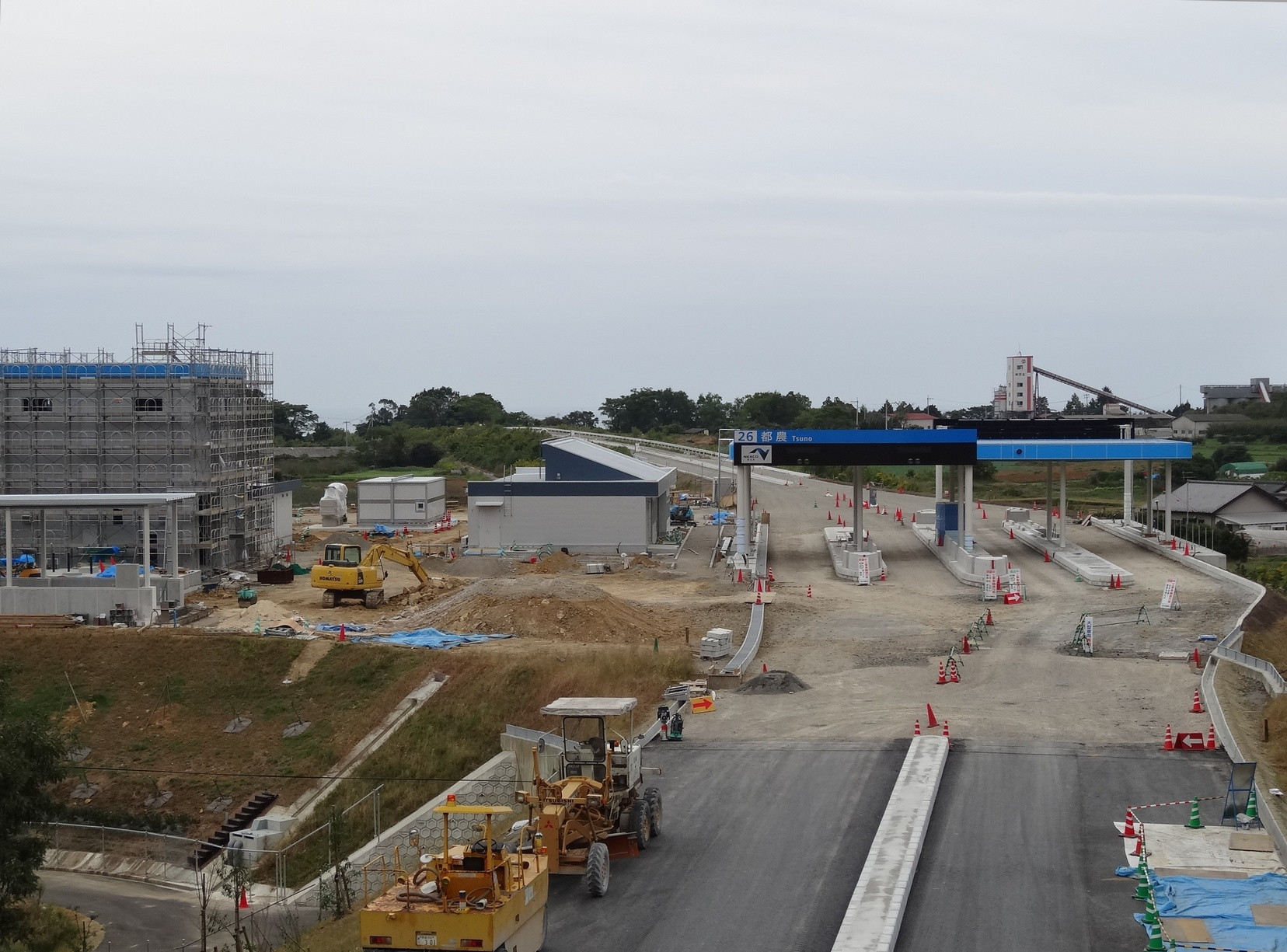
施工中の料金所（2012年10月）

## 隣
E10 東九州自動車道
(25)日向IC - (26)都農IC - 川南PA - (27)高鍋IC